# Power Couple Brasil
Power Couple Brasil est une émission de téléréalité brésilienne diffusée depuis 2016 sur le réseau de télévision Rede Record. est une présentant la vie de couples de célébrités dans une villa qui font face à des défis extrêmes qui mettent à l'épreuve leur réelle connaissance l'un de l'autre. Chaque semaine, un couple est éliminé jusqu'à ce que le dernier couple gagne et gagne l'argent accumulé pendant le programme. en octobre 2014, RecordTV a acquis les droits de production d'une version brésilienne de Power Couple. Initialement, l'idée était de faire ses débuts en 2015, mais elle a finalement été reportée à 2016, avec la présentation de Roberto Justus, dans ce qui était la première et la Saison 2. 
En 2018, Gugu Liberato a repris la présentation, demandant de donner un « nouveau visage » au programme et d'apporter quelques modifications, comme des éliminations avec le public en direct sur scène et diffusées du lundi au vendredi afin que chaque course soit retransmise de manière un jour différent, mais avec son décès, Adriane Galisteu a repris la Saison 5 et Saison 6. fin 2024, Record a décidé de revenir l'émission de téléréalité dans Saison 7 et avec Felipe Andreoli et Rafa Brites, comme nouveaux présentateurs.

## Déroulement des saisons
| #          | Année | Direction       | Présentation                | Vainqueur                                                            | Vainqueur                      |
| ---------- | ----- | --------------- | --------------------------- | -------------------------------------------------------------------- | ------------------------------ |
| 1 (en)     | 2016  | Rodrigo Carelli | Roberto Justus              | Drapeau du Rio Grande do Sul · Drapeau de l'État de Rio de Janeiro   | Laura Keller Jorge Sousa       |
| [ Note 1 ] | 2016  | Rodrigo Carelli | Roberto Justus              | Drapeau du Rio Grande do Sul · Drapeau de l'État de Rio de Janeiro   | Laura Keller Jorge Sousa       |
| 2 (en)     | 2017  | Rodrigo Carelli | Roberto Justus              | Drapeau de l'État de Rio de Janeiro · Drapeau de l'État de São Paulo | Nayara Justino Cairo Jardim    |
| [ Note 2 ] | 2017  | Rodrigo Carelli | Roberto Justus              | Drapeau de l'État de Rio de Janeiro · Drapeau de l'État de São Paulo | Nayara Justino Cairo Jardim    |
| 3 (en)     | 2018  | Rodrigo Carelli | Gugu Liberato               | Drapeau de l'État de São Paulo · Drapeau de l'État de São Paulo      | Tati Minerato Marcelo Galático |
| [ Note 3 ] | 2018  | Rodrigo Carelli | Gugu Liberato               | Drapeau de l'État de São Paulo · Drapeau de l'État de São Paulo      | Tati Minerato Marcelo Galático |
| 4 (en)     | 2019  | Rodrigo Carelli | Gugu Liberato               | Drapeau du Paraná · Drapeau de l'Acre                                | Nicole Bahls Marcelo Bimbi     |
| [ Note 4 ] | 2019  | Rodrigo Carelli | Gugu Liberato               | Drapeau du Paraná · Drapeau de l'Acre                                | Nicole Bahls Marcelo Bimbi     |
| 5 (en)     | 2021  | Rodrigo Carelli | Adriane Galisteu            | Drapeau de l'État de São Paulo · Drapeau du Minas Gerais             | Matheus Yurley Mari Matarazzo  |
| [ Note 5 ] | 2021  | Rodrigo Carelli | Adriane Galisteu            | Drapeau de l'État de São Paulo · Drapeau du Minas Gerais             | Matheus Yurley Mari Matarazzo  |
| 6 (en)     | 2022  | Rodrigo Carelli | Adriane Galisteu            | Drapeau du Rio Grande do Sul · Drapeau de l'État de Rio de Janeiro   | Brenda Paixão Matheus Sampaio  |
| [ Note 6 ] | 2022  | Rodrigo Carelli | Adriane Galisteu            | Drapeau du Rio Grande do Sul · Drapeau de l'État de Rio de Janeiro   | Brenda Paixão Matheus Sampaio  |
| 7 (en)     | 2025  | Rodrigo Carelli | Felipe Andreoli Rafa Brites | Drapeau de l'État de Rio de Janeiro · Drapeau de l'État de São Paulo | Radamés Furlan Carol Furlan    |
| ,          | 2025  | Rodrigo Carelli | Felipe Andreoli Rafa Brites | Drapeau de l'État de Rio de Janeiro · Drapeau de l'État de São Paulo | Radamés Furlan Carol Furlan    |